# Thomas Mayer (Mediziner)

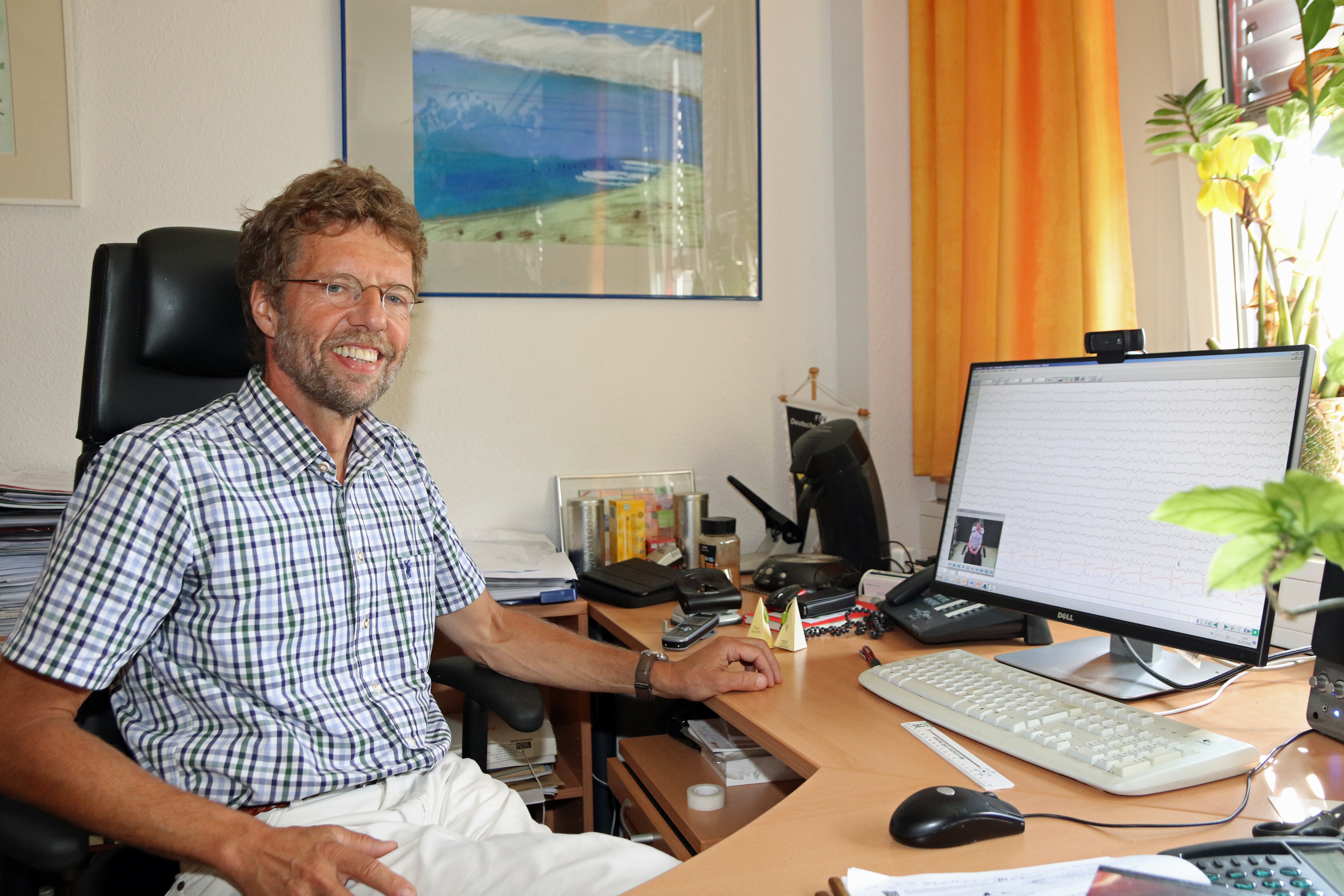
Thomas Mayer im Sommer 2018

Thomas Alexander Mayer (* 20. Juni 1959 in Rendsburg) ist ein deutscher Neurologe, Psychiater und Epileptologe.

## Leben
Mayer studierte von 1979 bis 1985 Humanmedizin in Marburg (dort 1985 Approbation und 1987 Promotion), Winterthur (Schweiz) und Siegen. Seine Facharztweiterbildung für Neurologie begann er von 1986 bis 1988 in Lüdenscheid, führte sie dann von 1988 bis 1990 im Krankenhaus Mara (Evangelisches Klinikum Bethel) und schließlich von 1990 bis 1991 in Berlin fort (Anerkennung 1992). Danach arbeitete er von 1991 bis 1992 in der Neurophysiologie am Physiologischen Institut der Universität Münster (bei Erwin-Josef Speckmann). Parallel schloss er in der Psychiatrie der Universität Münster bis 1994 seine Facharztweiterbildung für Psychiatrie ab.
Von 1994 bis 2003 war Mayer Oberarzt am Epilepsie-Zentrum Bethel wiederum im Krankenhaus Mara in Bielefeld (bei Peter Wolf).
Seit 2003 ist er Chefarzt am Sächsischen Epilepsiezentrum Radeberg („Kleinwachau“) bei Dresden, das 2007 als Epilepsiezentrum Grad IV zertifiziert wurde. Seit 2009 ist er auch Geschäftsführer am Neurologischen Gesundheitszentrum Dresden (= Medizinisches Versorgungszentrum). und seit 2017 Leiter des Medizinischen Zentrums für erwachsene Menschen mit Behinderung (MZEB) am Sächsischen Epilepsiezentrum. Seit 2011 hat er einen Lehrauftrag für klinische Pharmakologe an der International University of Dresden.

## Werk
Nach neurophysiologischen Arbeiten aus seiner Zeit als Mitarbeiter am Physiologischen Institut der Universität Münster (z. B.) beschäftigte sich Mayer am Epilepsiezentrum Bielefeld u. a. mit Reflexanfällen und -epilepsien. Andere wissenschaftliche Schwerpunkte waren und sind die Problematik von Generika in der Epilepsietherapie der Stellenwert neuer Antiepileptika oder die Mitwirkung an Therapie-Leitlinien der Deutschen Gesellschaft für Neurologie.
Neben (Ko-)Autorenschaft zahlreicher Artikel in Fachzeitschriften und Büchern ist Mayer (Ko-)Autor und (Mit-)Herausgeber der folgenden Bücher und Broschüren:
- T. Mayer, U. Specht, M. Schöndienst u. a.: Anfallsdokumentation. Anleitung zur Beobachtung, Beschreibung und Dokumentation epileptischer Anfälle. (begründet von R. Dreyer, W. Wehmeyer). 4., neubearbeitete Auflage. von Bodelschwinghsche Anstalten, Bethel-Bielefeld 1997.
- P. Wolf, T. Mayer, U. Specht u. a. (Hrsg.): Praxisbuch Epilepsien. Diagnostik – Behandlung – Rehabilitation. W. Kohlhammer, Stuttgart 2003.
- C. Baumgartner, T. Grunwald, T. Mayer: Der epileptologische Triathlon. Anfallsfreiheit – Nebenwirkungen – Soziale Freiheit. Novartis Pharma, Nürnberg 2006.

Seit 2002 ist Mayer Vorsitzender der Kommission „Ambulante Epileptologie“, seit 2003 der Kommission „Zusatzausbildung Epileptologie“, von 2010 bis 2015 war er Mitglied der Zertifizierungskommission Epilepsiezentren und von 2007 bis 2019 war er Erster Geschäftsführer der Deutschen Gesellschaft für Epileptologie (DGfE).